# Futbol per a cecs

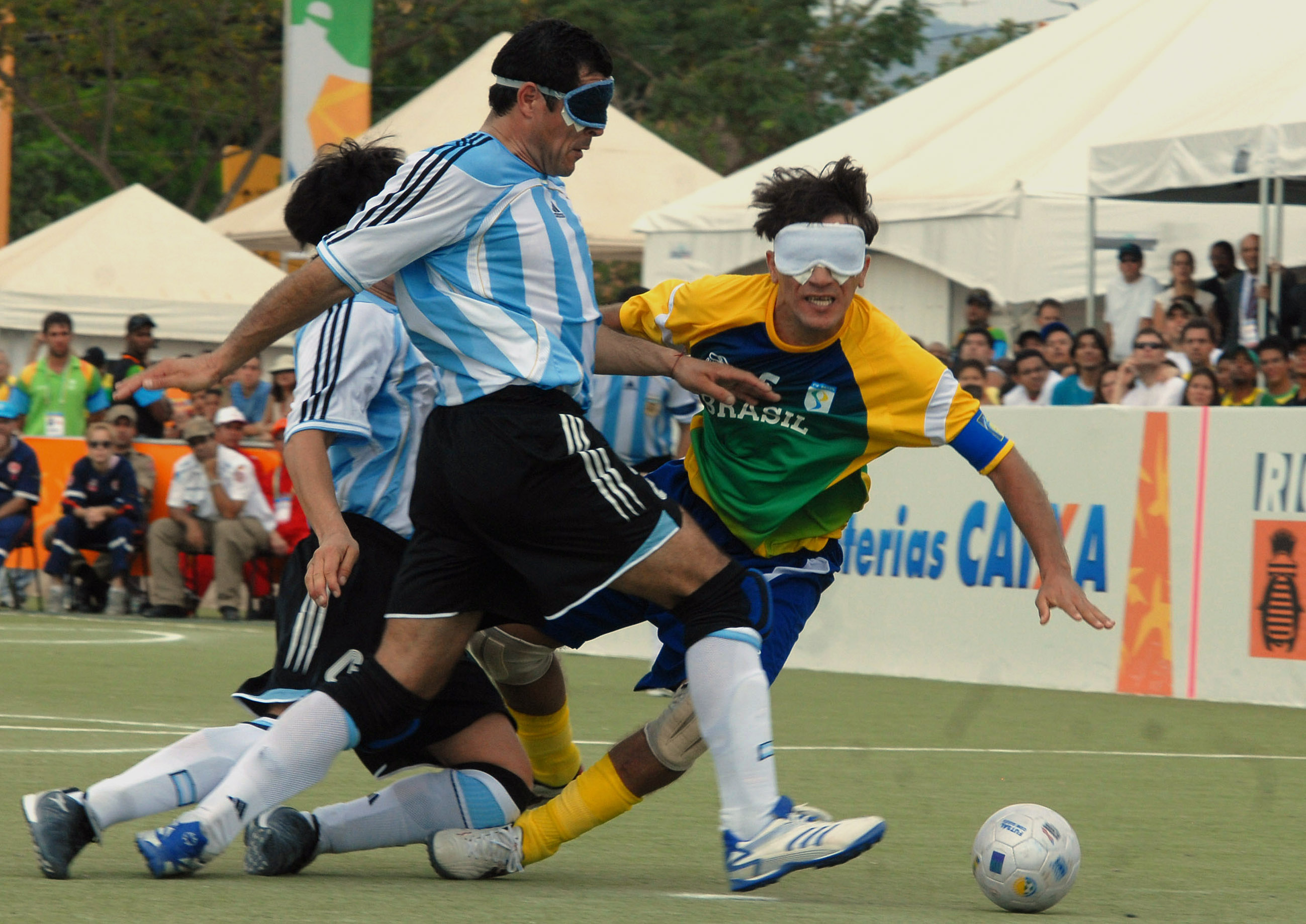
Brasil vs. Argentina a la final del futbol de 5 dels Jocs Panamericans de 2007 a Rio de Janeiro.

El futbol per a cecs és una pràctica esportiva que fa una modalitat del futbol adaptada per a persones cegues

## Normes
L'esport està regit mundialment per la Federació Internacional d'Esports per a Cecs i es juga amb les regles de la FIFA, adaptades.
Les regles bàsiques són les mateixes del futsal (futbol de saló) amb les següents adaptacions:
- Equips: dos equips integrats per quatre jugadors cecs i un porter no cec.
- Temps: dos temps de 25 minuts cadascun, amb una pausa de 10 minuts.
- Pista: de ciment o mosaic i sempre a l'aire lliure (per raons d'acústica). Ha de tenir 40 metres de llarg per 20 d'ample i murs als laterals.
- Guia i orientació: El porter, el tècnic i un guia situat darrere de la tanca rival, tenen la funció d'orientar els jugadors.
- porter: no han d'haver estat federats sota el marc de la FIFA en els últims cinc anys.
- Pilota: posseeix càpsules sonores.
- Àrbitres: hi ha dos àrbitres, un de principal i l'altre assistent.

El futbol per a cecs també s'anomena futbol B1 perquè està dissenyat per a ser jugat només per persones cegues pertanyents a la classe B1 de la regles de la IBSA.
- B1: Totalment o gairebé totalment cec; des de no percepció de llum a percepció de llum però inhabilitat per a reconèixer la forma d'una mà.
- B2: Parcialment cega; capaç de reconèixer la forma d'una mà fins a una agudesa visual de 2/60 o un camp visual de menys de 5 graus.
- B3: Parcialment cega; agudesa visual des 2/60 a 6/60 o un camp visual des de 5 a 20 graus.

## Pràctica
Al Brasil es realitzen competències de futbol per a cecs des de 1980. A Europa, l'esport va ser desenvolupat per Espanya, que va organitzar el primer torneig nacional el 1986. El 1997 es van realitzar els primers tornejos europeu i americà.
Des de 1998 es realitza un campionat mundial de futbol per a cecs, guanyat tres vegades pel Brasil (1998, 2000 i 2010) i els altres dos per l'Argentina (2002 i 2006).
Des de 2004 el futbol per a cecs també és una de les disciplines dels Jocs Paralímpics, que se celebren de forma coincidencial amb els Jocs Olímpics.
En el campionat mundial realitzat a Buenos Aires el 2006 van participar els següents països: Argentina, Brasil, Espanya, França, Anglaterra, Corea, Japó, Paraguai i Senegal.